# Castle Rock (Washington)
Castle Rock az Amerikai Egyesült Államok északnyugati részén, Washington állam Cowlitz megyéjében elhelyezkedő város. A 2010. évi népszámlálási adatok alapján 1982 lakosa van.
A település nevét egy vulkáni eredetű szikláról kapta. Castle Rock 1890. június 20-án kapott városi rangot.
A helység iskoláinak fenntartója a Castle Rock-i Tankerület. A város tömegközlekedését a Lower Columbia CAP biztosítja.

## Éghajlat
| Hónap                         | Jan.  | Feb.  | Már. | Ápr. | Máj. | Jún. | Júl. | Aug. | Szep. | Okt. | Nov.  | Dec.  | Év    |
| ----------------------------- | ----- | ----- | ---- | ---- | ---- | ---- | ---- | ---- | ----- | ---- | ----- | ----- | ----- |
| Rekord max. hőmérséklet (°C)  | 17,8  | 22,8  | 26,7 | 32,2 | 36,7 | 37,8 | 40,6 | 42,2 | 40,0  | 32,2 | 25,0  | 18,9  | 42,2  |
| Átlagos max. hőmérséklet (°C) | 8,3   | 10,6  | 13,3 | 16,1 | 19,4 | 22,2 | 25,6 | 26,1 | 23,3  | 17,2 | 11,1  | 7,8   | 16,8  |
| Átlagos min. hőmérséklet (°C) | 1,7   | 1,7   | 3,3  | 5,0  | 7,2  | 10,0 | 11,7 | 11,7 | 10,0  | 6,7  | 3,9   | 1,7   | 6,2   |
| Rekord min. hőmérséklet (°C)  | −28,9 | −16,7 | −7,2 | −3,9 | −2,8 | −1,1 | 0,0  | 1,7  | −1,7  | −5,0 | −12,8 | −15,6 | −28,9 |
| Átl. csapadékmennyiség (mm)   | 168   | 129   | 119  | 96   | 81   | 58   | 21   | 29   | 52    | 102  | 196   | 173   | 1224  |
| Forrás: The Weather Channel   |       |       |      |      |      |      |      |      |       |      |       |       |       |

## Népesség
A 2010-es népszámláláskor a városnak 1982 lakója, 784 háztartása és 519 családja volt. A népsűrűség 367,7 fő/km2. A lakóegységek száma 863, sűrűségük 160,1 db/km2. A lakosok 91,4%-a fehér, 0,1%-a afroamerikai, 2,2%-a indián, 0,2%-a ázsiai, 0,4%-a a Csendes-óceáni szigetekről származik, 1,7%-a egyéb, 4%-a pedig kettő vagy több etnikumú. A spanyol vagy latino származásúak aránya 4,9% (   )
A háztartások 32,7%-ában élt 18 évnél fiatalabb. 43,5% házas, 16,3% egyedülálló nő, 6,4% egyedülálló férfi, 33,8% pedig nem család. 27,7% egyedül élt; 10,9%-uk 65 éves vagy idősebb. Egy háztartásban átlagosan 2,53 személy élt; a családok átlagmérete 3,06 fő.
A medián életkor 39,3 év volt. A város lakóinak 24,4%-a 18 évesnél fiatalabb, 8,1% 18 és 24 év közötti, 24,7%-uk 25 és 44 év közötti, 27%-uk 45 és 64 év közötti, 15,9%-uk pedig 65 éves vagy idősebb. A lakosok 47,5%-a férfi, 52,5%-a pedig nő.

## Fordítás
- Ez a szócikk részben vagy egészben  a   Castle Rock, Washington című angol Wikipédia-szócikk ezen változatának fordításán alapul.  Az eredeti cikk szerkesztőit annak laptörténete sorolja fel. Ez a jelzés csupán a megfogalmazás eredetét és a szerzői jogokat jelzi, nem szolgál a cikkben szereplő információk forrásmegjelöléseként.